# 洛北大渠
洛北大渠是中华人民共和国河南省盧氏縣的一條水渠，於1972年竣工，總幹渠長17.5公里，設計灌溉面積1.75萬畝，兼有灌溉和發電功能。

## 建設
洛北大渠在大躍進期間動工建設，總幹渠於1965年11月復工，至1967年5月1日完成了從渠首至西灣10.5公里長的渠段，擴建工程於1969年1月18日動工，至1971年6月完工，除了新建7公里的幹渠外還擴建了原有渠段，灌區配套工程自1969年動工，至1972年1月竣工投入使用。渠首攔河壩於1976年5月1日開工，至1977年5月21日竣工，總長173米。

## 渠道
洛北大渠總幹渠從黃村西南鐵籠寨根引洛河水，經高橋、張麻繞盧氏縣城北至火炎電站，全長17.5公里，引水流量每秒15立方米，加大流量每秒18立方米；火炎電站裝機4台，總容量4100千瓦，從電站至北蘇村為東幹渠，全長3公里，過水流量每秒1.5立方米；共有支渠43條，總長25公里。

## 灌溉
洛北大渠設計灌溉面積1.75萬畝，有效灌溉面積1.05萬畝，在故縣水庫蓄水前有效灌溉面積1.49萬畝，大渠竣工後形成了機電灌溉群，主要機電灌站有石龍頭二級電灌站和虢台廟抽水站等，隨著包產到戶的實施，大部分提灌工程被廢棄，2003年年灌溉引提水量710萬立方米，實際灌溉面積0.87萬畝，2011年實際灌溉面積0.86萬畝。

## 改造
2008年洛北大渠邊修建了分別用青石板和生態磚鋪設的寬約10米的休閒路，栽種了129株合歡樹並安裝每隔6棵樹一盞的共計21盞景觀燈，安裝了座椅16件、健身器材36件。2021年洛北大渠在盧氏縣城西北部0.7公里長的新建路至文明路渠段開始提升改造，向西延伸至文化路的二期工程於2022年4月開始，工程涉及園林道路、廣場鋪裝、景觀照明、植物配套等，全長1.9公里，總投資近3000萬人民幣，於2022年12月竣工開放。